# Нефьодов Ігор В'ячеславович
Нефьодов Ігор В'ячеславович (28 березня 1960 — 12 грудня 1993) — радянський і російський актор театру і кіно.
Народився 28 березня 1960 р. (Саратов, РРФСР). Батько Ігоря навчався на одному курсі з Олегом Табаковим, деякий час вони були найкращими друзями.
Закінчив Державний інститут театрального мистецтва ім. А. В. Луначарського (1980, курс Олега Табакова).
1980—1985 — актор московського Центрального дитячого театру.
1986—1993 — актор Московського театру Олега Табакова.
Дебютував у кіно ще будучи студентом — зіграв у картині режисера Микити Михалкова «П'ять вечорів» (1978, Слава).
Знявся в 17 кінофільмах, зокрема: «Полювання на лисиць» (1980, Володимир Бєліков, реж. Вадим Абдрашитов), «Спадкоємиця по прямій» (1982, Володя; реж. Сергій Соловйов), «Додому!» (1982, епізод; реж. Г. Єгіазаров), «Прохіндіада, або Біг на місці» (1984, Славік; реж. Віктор Трегубович), «Весілля старшого брата» (1985, Костя Полозов (головна роль); реж. Рубен Мурадян) тощо.
Зіграв роль Петельникова в українському телефільмі «Кримінальний талант» (1988, 2 с, реж. Сергій Ашкеназі).
Повісився в ніч із 2 на 3 грудня 1993 року в Москві у віці 33 років після чергової сварки з дружиною. Похований на Котляковському цвинтарі.